# 奇维泰拉罗韦托
奇维泰拉罗韦托（義大利語：Civitella Roveto），是意大利阿奎拉省的一个市镇。总面积45.33平方公里，人口3409人，人口密度75.2人/平方公里（2009年）。ISTAT代码为066036。